# 安帕尼希區
安帕尼希區，是馬達加斯加的行政區，位於該國南部，由阿齊莫-安德列發那區負責管轄，首府設於安帕尼希，面積13,037平方公里，2011年人口293,898，人口密度每平方公里23人。